# Браммаг
Браммаг (англ. Brammah) — гірський масив в Гімалаях на території Індії.
Складається з чотирьох вершин (від заходу до сходу):
- Браммаг I, 6416 м н.p.м., підкорено в 1973,
- Флат-Топ (англ. Flat Top), 6103 м н.p.м., підкорено в 1980,
- Браммаг II, 6485 м н.p.м., підкорено в 1975,
- Арджуна (англ. Arjuna), 6230 м н.p.м., підкорено в 1983.

Найвищою вершиною масиву є Браммаг ІІ — названий всупереч практиці, хоча Браммаг І, дійсно, найбільш вирізняється в окрузі і першим привернув до себе увагу підкорювачів.